# American Horror Story: Apocalypse
American Horror Story: Apocalypse es la octava temporada de la serie de terror antológica de FX, American Horror Story. Se anunció el 12 de enero de 2017 y se estrenó en Estados Unidos el 12 de septiembre de 2018 y en Latinoamérica el 13 de septiembre de 2018.
Los miembros del elenco que regresan de temporadas anteriores incluyen a Sarah Paulson, Kathy Bates, Evan Peters, Adina Porter, Emma Roberts, Lily Rabe, Cheyenne Jackson, Billy Eichner, Taissa Farmiga, Leslie Grossman,Billie Lourd, Stevie Nicks, Connie Britton, Dylan McDermott, Erika Ervin, Naomi Grossman, Wayne Peré, Mena Suvari, Sam Kinsey, Lance Reddick, Jamie Brewer, Angela Bassett y Jessica Lange. A ellos se le suma el nuevo miembro del elenco Cody Fern.
Es una continuación de la tercera temporada de American Horror Story: Coven.

## Elenco

### Principal
- Sarah Paulson como Cordelia Goode  / Wilhemina Venable  / Billie-Dean Howard
- Evan Peters como Sr. Malcom Gallant  / James Patrick March   / Tate Langdon / Jeff Pfister
- Adina Porter como Dinah Stevens
- Billie Lourd como Mallory
- Leslie Grossman como Coco St. Pierre Vanderbilt
- Cody Fern como Michael Langdon
- Emma Roberts como Madison Montgomery
- Cheyenne Jackson como John Henry Moore
- Kathy Bates como Miriam Mead / Madame Delphine LaLaurie

| - Taissa Farmiga como Zoe Benson / Violet Harmon - Gabourey Sidibe como Queenie - Billy Porter como Behold Chablis - BD Wong como Baldwin Pennypacker - Jon Jon Briones como Grand Chancellor Ariel Augustus - Kyle Allen como Timothy Campbell - Ashley Santos como Emily - Jeffrey Bowyer-Chapman como Andre Stevens - Erika Ervin como El Puño - Billy Eichner como Brock / Mutt Nutter - Carlo Rota como Anton LaVey - Sam Kinsey como Beauregard «Beau» Langdon - Celia Finkelstein como Enfermera Gladys | - Frances Conroy como Myrtle Snow / Moira O'Hara - Joan Collins como Evie Gallant / Bubbles McGee - Lily Rabe como Misty Day - Stevie Nicks como ella misma - Jessica Lange como Constance Langdon - Connie Britton como Vivien Harmon - Dylan McDermott como el Dr. Ben Harmon - Angela Bassett como Marie Laveau | - Lesley Fera como Agente de La Cooperativa - Chad James Buchanan como Stu - Sean Blackmore como Agente de La Cooperativa - Wayne Pére como Mr. Kingery - Naomi Grossman como Samantha Crowe - Mena Suvari como Elizabeth Short - Lance Reddick como Papa Legba - Jamie Brewer como Nan - Sandra Bernhard como Hannah - Harriet Sansom Harris como Madelyn - Dominic Burgess como Phil - Mark Ivanir como Nicolás II de Rusia - Emilia Ares como Anastasia Nikoláyevna de Rusia - Yevgeniy Kartashov como Yákov Yurovski |

## Episodios
| N.º en serie | N.º en temp. | Título                   | Dirigido por          | Escrito por                | Fecha de emisión original | Código de prod. | Audiencia (millones) |
| --- | ------------ | ------------------------ | --------------------- | -------------------------- | ------------------------- | --------------- | -------------------- |
| 85 | 1            | «The End»                | Bradley Buecker       | Ryan Murphy & Brad Falchuk | 12 de septiembre de 2018  | 8ATS01          | 3,08                 |
| En un futuro cercano, misiles nucleares destruyen el mundo y comienza un invierno nuclear. Gracias al avión privado de su familia, Coco St. Pierre Vanderbilt (Leslie Grossman) logra escapar de la destrucción de Los Ángeles con su asistente Mallory (Billie Lourd), su peluquero Sr. Gallant (Evan Peters) y su abuela, Evie (Joan Collins). Mientras tanto, una organización conocida como La Cooperativa selecciona a jóvenes adultos para salvarse del apocalipsis en función de su composición genética. Dos de los seleccionados, Timothy (Kyle Allen) y Emily (Ash Santos), son enviados a Outpost 3, una base subterránea dirigida por la Sra. Venable (Sarah Paulson). Allí se reúnen con otros supervivientes, entre los cuales están Coco, Mallory, Sr. Gallant y Evie. La vida en el Outpost incluye reglas estrictas y castigos severos. Dieciocho meses después, la situación y los suministros de alimentos en el Outpost están en estado crítico. Un representante de la Cooperativa, Michael Langdon (Cody Fern), llega y anuncia que juzgará quién verdaderamente merece estar a salvo. |              |                          |                       |                            |                           |                 |                      |
| 86 | 2            | «The Morning After»      | Jennifer Lynch        | Ryan Murphy & James Wong   | 19 de septiembre de 2018  | 8ATS02          | 2,21                 |
| Langdon se presenta a los invitados del Outpost 3 y explica su deber. Tras interrogar al Sr. Gallant acerca de su orientación sexual y su odio hacia su abuela, el hombre de látex se acerca a Gallant en su habitación y Evie los atrapa manteniendo relaciones sexuales. Timothy y Emily descubren correos electrónicos recientes de la Cooperativa, los cuales detallan las transgresiones de Venable contra el protocolo adecuado al Outpost. Gallant se niega a revelar la identidad del hombre de látex a Venable. Asimismo, asegura a Langdon que no reveló su identidad y Langdon afirma que él no es el hombre de látex. Timothy y Emily lanzan aspersiones sobre las reglas del Outpost 3 y, por primera vez, mantienen relaciones sexuales. El hombre de látex intenta seducir a Gallant una vez más y el peluquero le apuñala en el estómago con unas tijeras. Langdon aparece y Gallant se encuentra mirando el cadáver sangriento de su abuela. Timothy y Emily son atrapados en la cama y son sentenciados a muerte. Timothy dispara a Mead (Kathy Bates) en el estómago y su herida revela un cableado interno y líquido blanco. |              |                          |                       |                            |                           |                 |                      |
| 87 | 3            | «Forbidden Fruit»        | Loni Peristere        | Manny Coto                 | 26 de septiembre de 2018  | 8ATS03          | 1,95                 |
| Langdon revela su verdadera forma demoníaca a Mallory, y ella crea llamas con su mente sin conocer que tenía este poder. Ms. Venable le confía a Ms. Mead que ella no ha sido seleccionada para desplazarse al Santuario y Mead le sugiere matar a todos. Mientras tanto, Brock navega en una tierra completamente destruida por la radiación nuclear y se enfrenta a una tribu de zombis para coger un carruaje vacío que lo lleva a Outpost 3 junto a unas manzanas, que Venable decide envenenar para matar al resto. Brock se infiltra en Outpost 3 y mata a Coco tras haberlo abandonado antes del Apocalipsis. Los habitantes del lugar comen las manzanas envenenadas y mueren todos dejando solos a Venable y Mead, que se intentan enfrentar a Langdon. Mead dispara a Venable bajo las órdenes de Langdon, que le dice a Mead que fue moldeada como él quería en su infancia. Al final aparecen Cordelia Goode, Madison Montgomery y Mirtle Snow, que entran en Outpost 3 para resucitar a sus hermanas: Mallory, Dinah y Coco. |              |                          |                       |                            |                           |                 |                      |
| 88 | 4            | «Could It Be... Satan?»  | Sheree Folkson        | Tim Minear                 | 3 de octubre de 2018      | 8ATS04          | 2,02                 |
| Tres años antes de la bomba nuclear, la Escuela Hawthorne busca a Michael Langdon, quien ha sido encarcelado por asesinar a un hombre que insultó a la mujer de quien Mead está modelada. Michael es llevado a la Academia y es puesto a prueba, donde muestra tremendas habilidades casi iguales a las de Cordelia, la Suprema. La Academia Robichaux es convocada para una reunión y Cordelia se burla de la sospecha del Gran Canciller de que Michael podría ser el primer Supremo masculino, conocido como el «Alfa». Para demostrar su poder, Michael viaja a Los Ángeles y salva a Queenie de la condenación eterna en el Hotel Cortez, que estaba jugando cartas con Mr. March, saca a Madison de su infierno personal y cuando los tres regresan a la Academia, Cordelia los ve y se desmaya. |              |                          |                       |                            |                           |                 |                      |
| 89 | 5            | «Boy Wonder»             | Gwyneth Horder-Payton | John J. Gray               | 10 de octubre de 2018     | 8ATS05          | 2,12                 |
| Cordelia tiene una visión aterradora de la Academia Robichaux destruida y de ser atacada por personas enfermas. Más tarde, anuncia que Langdon hará la prueba de las Siete Maravillas, algo por lo que Myrtle la reprende. Las habilidades de Mallory pronto se intensifican y Cordelia revela que se está muriendo y poco a poco comienza a perder su supremacía. John Henry Moore descubre el verdadero ser de Langdon, pero Mead interfiere y lo mata antes de que pueda advertir a alguien. Durante la prueba, Cordelia le pide a Langdon que le devuelva la vida a Misty Day, en el que la saca de su infierno personal. Pronto se reveló que ella estaba planeando un ejército contra Langdon y lo usó para resucitar a sus estudiantes. Más tarde, Cordelia le pide a Madison y a un observador sospechoso que investiguen los orígenes de Langdon en la Casa de los Asesinatos (Murder House). |              |                          |                       |                            |                           |                 |                      |
| 90 | 6            | «Return to Murder House» | Sarah Paulson         | Crystal Liu                | 17 de octubre de 2018     | 8ATS06          | 2,01                 |
| Madison y Behold compran la Casa del Asesinato en nombre de Coven, bajo el pretexto de que son una pareja casada. Lanzaron un hechizo para forzar a los espíritus de la casa a aparecerse ante ellos. Se encuentran con el fantasma de Constance Langdon, que accede a proporcionar información sobre su nieto Michael si expulsan a su antigua némesis, Moira O'Hara, de la casa. Madison y Behold exhalan los huesos de Moira, y los entierran con los de su madre. Moira es liberada. Constance les dice que ella sintió un mal en Michael desde muy temprano. En su juventud, empezó a matar animales, y luego a su niñera. Después de que Michael envejece diez años de la noche a la mañana, Constance consigue la ayuda de un sacerdote católico, a quien el joven mata. Constance, por desesperanza, se suicida en la Casa del Asesinato, donde se reúne con Tate, Beauregard, y su cuarto hijo, una niña sin ojos. Madison y Behold entrevistan a Ben y Vivien Harmon, quienes revelan el mal en el alma de Michael. Se revela que la Sra. Meade primero se encuentra con Michael en la Casa del Asesinato, cuando el Culto satánico al que ella pertenece mira allí en busca de él. Vivien les dice que el padre de Michael no es ni Ben ni Tate, sino el mal de la Casa del Asesinato. Antes de partir con Behold, Madison reúne a Tate y a Violet.                                       |              |                          |                       |                            |                           |                 |                      |
| 91 | 7            | «Traitor»                | Jennifer Lynch        | Adam Penn                  | 24 de octubre de 2018     | 8ATS07          | 1,85                 |
| Con la ayuda de la reina del voodoo Dinah Stevens, Cordelia tiene un encuentro con Papa Legba para detener el plan de Michael. Legba le dice que cuenta con el alma de Nan, y acepta entrar en el plan con una condición: Cordelia debe darle el alma de sus chicas. Cordelia rechaza el trato y éste desaparece. Para aprender más sobre los brujos, Madison pide ayuda a una vieja amiga de Myrtle, la actriz y bruja Bubbles McGee (Joan Collins), quien puede leer los pensamientos y las 'almas' de otras personas. Bubbles descubre que Ariel y Baldwin saben lo de la muerte de John Henry, y conocen que están trabajando en un plan para matar a las mujeres del aquelarre. Con la ayuda de Mallory (que ha pasado 'Las Siete Maravillas', y que todo el mundo cree como la nueva Suprema) y Coco, Cordelia resucita a John Henry, y condenan a Ariel, Baldwin y Mead a morir en la hoguera. |              |                          |                       |                            |                           |                 |                      |
| 92 | 8            | «Sojourn»                | Bradley Buecker       | Josh Green                 | 31 de octubre de 2018     | 8ATS08          | 1,63                 |
| Después de derrumbarse sobre los restos carbonizados de Mead, Langdon es confrontado por Cordelia, quien le informa que el alma de Mead está oculta por un hechizo. Langdon, incapaz de traerla de vuelta, huye al bosque buscando la guía de Satanás. Sin éxito, Langdon permanece fuerte, pero confundido, y es conducido a una oscura iglesia satánica en la ciudad. En la iglesia, conoce a Madelyn, quien lo lleva a su casa y le ofrece comida. En su casa, Madelyn le dice a Langdon que ha asegurado todo en la vida vendiendo su alma. Langdon revela que él es el Anticristo, y Madelyn lo lleva de regreso a la iglesia, donde la congregación cae a sus pies en adoración. Langdon les dice a sus seguidores que no tiene ambición ni plan ahora que Mead está muerta, a pesar de su voluntad de ayudar a acomodar el fin de los tiempos. Madelyn lleva a Langdon a una corporación de robótica, dirigida por los ingenieros Mutt y Jeff, que han vendido sus almas de la misma manera que los otros satanistas. Se revela que la Sra. Venable trabajaba para la corporación antes de la explosión nuclear, y que Mutt y Jeff eran responsables de recrear el androide de Mead. |              |                          |                       |                            |                           |                 |                      |
| 93 | 9            | «Fire and Reign»         | Jennifer Arnold       | Asha Michelle Wilson       | 7 de noviembre de 2018    | 8ATS09          | 1,65                 |
| Dinah ayuda a Langdon y Mead a infiltrarse en el Aquellarre, y a su vez Satanás da luz verde a trece episodios de su programa de entrevistas. Las armas de Mead matan a la mayoría de las brujas, incluyendo a Queenie, Bubbles y Zoe. Cordelia, siendo incapaz de resucitarlas, Madison le dice que sus almas han sido borradas de la existencia. Las demás niñas se refugian en la choza del pantano de Misty, donde Myrtle les cuenta de un antiguo hechizo que ninguna bruja ha sido capaz de lanzar. Este hechizo puede deshacer eventos pasados. Myrtle le pide a Mallory que viaje a Rusia en 1918, y salva a la Gran Duquesa Anastasia Romanova, una bruja secreta, de su asesinato. El intento de Mallory de salvar a Anastasia fracasa, aunque Myrtle señala que es la primera bruja que viaja con éxito a través del tiempo. Debido al casi éxito de Mallory, Cordelia contempla su propia muerte para poder resucitar como nueva Suprema, pero Myrtle la desanima. Mutt y Jeff, que han estado controlando Mead todo el tiempo, se reúnen con Langdon y le informan que la Cooperativa es la antigua Orden de los Iluminati, una organización formada por élites mundiales que han vendido su alma a Satanás. Langdon se reúne con los Illuminati, informándoles de los Puestos Avanzados y comienza a planear el fin de los tiempos.                                                    |              |                          |                       |                            |                           |                 |                      |
| 94 | 10           | «Apocalypse Then»        | Bradley Buecker       | Ryan Murphy & Brad Falchuk | 14 de noviembre de 2018   | 8ATS10          | 1,83                 |
| Después de descubrir el plan de Michael Langdon para los Outposts, el Aquelarre decide ocultar Coco y Mallory en el Outpost 3 dándoles nuevas identidades y asegurándose de que sobrevivan al apocalipsis mientras los poderes de Mallory están creciendo. Después de descubrir la participación de Dinah con Langdon, Cordelia, Myrtle y Madison se entierran en el lodo del pantano para sobrevivir a la explosión nuclear. En la actualidad, el Aquelarre se enfrenta a Langdon. Cuando Dinah le promete lealtad al Anticristo, Marie Laveau, recién resucitada, la mata por su traición. Cordelia luego destruye a Mead mientras Madison dispara a Langdon para ganar tiempo para que Mallory realice el hechizo de viaje en el tiempo. Mientras Langdon mata a Madison, Marie y Coco, Mallory es apuñalada por Brock, lo que incita a Cordelia a sacrificarse para permitir el ascenso de Mallory como la nueva Suprema. Mallory lanza el hechizo y regresa a 2015, donde ella atropella a un Langdon más joven varias veces, lo mata y evita los eventos futuros. Mallory finalmente regresa a la Academia Robichaux, salvando a Queenie y Misty de sus destinos anteriores. Mientras tanto, Timothy y Emily se encuentran en el nuevo presente, se casan y tienen un hijo juntos, que luego mata a su niñera. Anton LaVey, Samantha Crowe y Mead los visitan, alegando que vinieron a ayudar. |              |                          |                       |                            |                           |                 |                      |

## Producción

### Desarrollo
El 12 de enero de 2017, se renovó la octava temporada de American Horror Story, que se emitiría en 2018. El productor ejecutivo Ryan Murphy anunció que la temporada presentaría un tono similar a Asylum y Coven. El 28 de junio de 2018, se anunció en la cuenta oficial de Twitter de la serie, que la temporada se estrenaría el 12 de septiembre de 2018.
En octubre de 2016, Murphy afirmó que «No va a ser la próxima temporada, pero vamos a hacer una temporada que sea un cruce entre Murder House y Coven juntos, lo cual es muy extraño». En enero de 2018, declaró que el cruce entre de las temporadas sería probablemente en la novena temporada, sin embargo, en junio de 2018, Murphy anunció que se eligió la octava temporada en su lugar. El 19 de julio de 2018, se anunció en la Comic Con de San Diego que el título de la temporada sería Apocalypse.
En abril de 2018, se anunció que los veteranos de la serie Sarah Paulson y Evan Peters debutarían como directores en un episodio de la temporada y Sarah Paulson dirigiría el sexto episodio.
El productor ejecutivo Alexis Martin Woodall desveló que la historia comienza transcurridos unos dieciocho meses en el futuro, en «el mundo real» y con «el fin del mundo».

### Casting
El 1 de octubre de 2017, se anunció que Sarah Paulson volvería en la octava temporada, y que interpretaría a una mujer judía que usa aparatos dentales. El 20 de marzo de 2018, se anunció que Kathy Bates y Evan Peters regresarían y protagonizarían la temporada con Sarah Paulson. El 4 de abril de 2018, se anunció que la actriz británica Joan Collins se había unido al reparto como la abuela del personaje de Evan Peters. Se confirmó el regreso de los personajes de Cult; Adina Porter, Cheyenne Jackson, Billy Eichner, y Leslie Grossman. El 18 de mayo de 2018, se anunció que Billie Lourd volvería para la octava temporada.
El 17 de junio de 2018, Emma Roberts anunció su vuelta para la octava temporada y que representaría su papel de Madison Montgomery de Coven. Ryan Murphy anunció que las otras brujas de Coven habían sido invitadas a regresar. Ese mismo mes, Murphy también declaró que le había pedido a Anjelica Huston que se uniera al elenco, mientras que Sarah Paulson confirmó que volvería a interpretar a su papel de Coven, Cordelia Goode. En julio de 2018, se informó que Jeffrey Bowyer-Chapman y Kyle Allen serían estrellas invitadas en la temporada. El 26 de julio de 2018, Murphy anunció en su cuenta de Twitter que Cody Fern se uniría al reparto como Michael Langdon de adulto, hijo de Tate Langdon y Vivien Harmon, el anticristo nacido durante la temporada de Murder House.
En agosto de 2018, Billy Porter, anunció a través de Instagram que aparecería en la temporada. Más tarde, en la rueda de prensa de la Television Critics Association, se anunció que Jessica Lange aparecería en el sexto episodio de la temporada interpretando su personaje de Murder House, Constance Langdon. Después de que FX lanzó el primer teaser de la temporada, Lesley Fera reveló a través de Twitter que aparecería en el primer episodio. Más tarde, Ryan Murphy confirmó a través de Twitter que Taissa Farmiga, Gabourey Sidibe, Lily Rabe, Frances Conroy y Stevie Nicks aparecerían en la temporada, y todos repetirían sus roles en el Coven. Además se confirmó que Angela Bassett, quien apareció en las cuatro temporadas anteriores, no aparecería en la temporada. Más tarde, Finn Wittrock confirmó que no aparecería en Apocalypse. El mismo día, se confirmó que Connie Britton y Dylan McDermott volverían para interpretar sus papeles de Murder House. Poco después se confirma que Evan Peters y Taissa Farmiga vuelven con sus respectivos personajes de Murder House, Tate Langdon y Violet Harmon.
En septiembre, Erika Ervin se une al reparto, ella ya había aparecido en Freak Show. La actriz Ash Santos es confirmada con la salida del tráiler oficial. Con la salida del episodio 6, Naomi Grossman quien ya había aparecido en Asylum y Freak Show regresa a la serie, y para el episodio 7 se anuncian los regresos de Lance Reddick y Jamie Brewer en sus personajes de Coven, Papá Legba y Nan respectivamente. A finales de octubre y a pesar de que ya había dicho que no aparecería en la temporada, Angela Bassett confirma su regreso en el décimo y último episodio de Apocalypse.

### Rodaje
En abril de 2018, Murphy anunció que el rodaje de la temporada comenzaría el 16 de junio de 2018.

## Recepción
American Horror Story: Apocalypse ha recibido críticas en su mayoría positivas. En el sitio web Rotten Tomatoes la temporada cuenta con un 71% de aprobación, con una calificación de 6.93/10 basada en 5 críticas. En Metacritic la temporada tiene un promedio de 63 de 100 basado en 6 opiniones, indicando "criticas generalmente positivas". La mayoría de las opiniones destacan las actuaciones (en especial las de Kathy Bates, Emma Roberts y Cody Fern) y los giros de trama conforme avanzan los episodios, así como la excelente calidad de la fotografía, descrita como "bella, oscura y tétrica", y que "dá un buen indicio de lo oscura e intensa que será la temporada".
| American Horror Story (temporada 8): Recepción crítica por episodio                      |                                                                  |
| ---------------------------------------------------------------------------------------- | ---------------------------------------------------------------- |
| Gráfico no disponible temporalmente debido a problemas técnicos.                         |                                                                  |
| - Temporada 8 (2018): Porcentaje de reseñas positivas según el sitio web Rotten Tomatoes |                                                                  |
|                                                                                          | Gráfico no disponible temporalmente debido a problemas técnicos. |